# Jimmy Andersson
Jimmy Andersson (21 settembre 1976) è un ex calciatore svedese, di ruolo difensore.

## Carriera

### Club
Andersson cominciò la carriera con la maglia del Degerfors (per cui giocò 26 partite nell'Allsvenskan), prima di passare ai norvegesi del Larvik. Nel 2004 tornò in patria, per giocare allo Ölme, mentre nel 2007 fu in forza allo Strömtorps.